# Уве Зелер
Уве Зелер (на немски: Uwe Seeler) е бивш германски футболист и президент на Хамбургер ШФ.
Роден е на 5 ноември 1936 в Хамбург. Считан е за един от най-добрите централни нападатели в света за времето си. През 1972 г. заради заслугите си към националния отбор на Германия, получава званието „почетен капитан“ на отбора – чест, оказана само на още трима: Фриц Валтер, Франц Бекенбауер и Лотар Матеус. През 1970 г. става първият спортист, получил Голям федерален кръст за заслуги. От 2003 г. е почетен гражданин на родния си град. Въпреки че няма спечелена голяма международна титла, той е един от най-известните и най-обичани немски футболисти и един от всичко тримата, отбелязали голове на четири световни първенства (1958, 1962, 1966 и 1970 г.). Въпреки сравнително ниския си ръст, Зелер играе прекрасно с глава, а една от запазените му марки е ударът със задна ножица.

## Кариера

### Хамбургер
Уве Зелер започва да тренира футбол в Хамбургер ШФ през 1946 г., когато е деветгодишен. Дебютът му за А отбора е в приятелски мач през 1953. Година по-късно, когато е на 17, Германският футболен съюз издава специално разрешение, с което позволява на А отбора да използва услугите на Зелер за по-дълъг период от време. На 29 август вкарва първия си гол за Хамбургер в мач срещу Олденбург.
През цялата си кариера Уве Зелер защитава цветовете на Хамбургер и с този отбор постига редица успехи, сред които шампионска титла на Германия през 1960 г., купа на Германия през 1963 г., финал за КЕШ през 1968 г., девет поредни шампионски титли на Северна Германия, три награди за Футболист на годината на Германия (1960 – първият футболист, който печели класацията, 1964, 1970), голмайстор на Бундеслигата през сезон 1963/1964.
През 1961 от Интер (Милано) предлагат 1,2 милиона марки за закупуването му – една от най-високите трансферни суми по това време. През 1965 Зелер е принуден да отсъства от терените половин година заради скъсано ахилесово сухожилие – контузия, която за малко да сложи край на кариерата му.
За Хамбургер има отбелязани 267 гола в 237 мача от Северната Оберлига и 137 гола в 239 мача в новосформираната Бундеслига. В европейските турнири има 21 гола в 29 мача. Така той и до днес е най-добрият голмайстор на Хамбургер.

### Национален отбор
Дебютът му за националния отбор е на 16 октомври 1954. От 1961 г., в продължение на 40 мача, е капитан на отбора. До оттеглянето си от националния отбор на 9 септември 1970 изиграва 72 мача, с последния от които подобрява рекорда на Паул Янес от 1942 г. и държи рекорда до 24 ноември 1973, когато е надминат от Франц Бекенбауер. За националния отбор има вкарани 43 гола, последният от които е голът за 2:2 срещу Англия на полуфинала на СП 1970 (завършил 3:2 за Германия след продължения). С тези 43 гола той има най-доброто съотношение между мачове и голове от всички играчи с над 70 мача за Германия.
Уве Зелер участва на четири световни първенства (1958, 1962, 1966 и 1970) и изиграва 21 мача (първият играч, минал границата от 20), в които отбелязва 9 гола. Той е и първият футболист, вкарал голове на четири СП – другият е Пеле, който вкарва своят гол на четвърто СП минути след този на Зелер.
Освен мачовете за А националния отбор, той има и десет мача за младежкия отбор, един за юношеския и три за Б отбора.

### След отказването
През 1972 г. Зелер прекратява активната си състезателна кариера. В негова чест се играе бенефисен мач между Хамбургер и сборен отбор на света. На 23 април 1978 Уве Зелер играе един мач от ирландската първа лига и отбелязва двата гола за отбора на ФК Корк Селтик срещу Шамрок Роувърс. Любопитното е, че Зелер мисли, че това е приятелски мач, а не мач за първенството.
През 1974 г. Зелер основава заедно с Волфганг Оверат т.нар. Uwe Seeler Traditionself – отбор, състоящ се от над 60 бивши футболисти от националния отбор и Бундеслигата, който играе множество приятелски мачове.
След като през 1995 г. Хамбургер изпада в криза, Зелер става президент на отбора. Някои от функционерите на клуба въртят съмнителни задкулисни сделки, които водят до финансов скандал през 1998. Въпреки че той няма никаква вина за това, Зелер поема цялата отговорност и подава оставка.
През 2003 г. от печат излиза автобиографичната му книга „Благодаря, Футбол! Моят живот“.

## Успехи
С националния отбор
- Сребърен медал от СП 1966 в Англия
- Бронзов медал от СП 1970 в Мексико
- Четвърто място на СП 1958 в Швеция

С „Хамбургер“
- 1х Финалист за КЕШ: 1968
- 1х шампион на Германия: 1960
- 1х Вицешампион на Германия: 1957, 1958
- 1х Носител на Купата на Германия: 1963
- 1х Финалист за Купата на Германия: 1956, 1967
- 9х шампион на Северна Германия: 1955, 1956, 1957, 1958, 1959, 1960, 1961, 1962, 1963
- 1х Голмайстор на Бундеслигата: 1963/1964 с 30 гола.

Награди
- 3х Футболист на годината: 1960, 1964, 1970
- Голям федерален кръст за заслуги (първи спортист, носител на този орден): 1970
- Почетен гражданин на Хамбург (първи и единствен спортист): 2003

Други
- Почетен капитан на националния отбор: 1972
- Участия в сборни състави на света и Европа
- Отпечатък в Mall of Fame', Бремен – 2006

## Личен живот
Уве Зелер е трето поред дете на Ани и Ервин Зелер. Баща му Ервин и брат му Дитер също са футболисти, играли в Хамбургер.
На 18 февруари 1959 се жени за Илка Бук, от която има 3 дъщери.
След като се оттегля от футбола, Зелер става шеф на фирма за облекла. В свободното си време обича да играе голф.

## Любопитно
- Прякорът му е Uns Uwe (съкращение на Unser Uwe – Нашият Уве)
- В дългогодишната си кариера получава само 1 червен картон.
- Хамбургският предприемач Андреас Маске поръчва бронзово копие на десния крак на Уве Зелер: 4 тона, широко 5,15 метра, високо 3,5 метра, струва 250 000 евро. На този монумент са изобразени и контузии, от които Зелер е страдал. Намира се пред АОЛ Арена.
- През 1972 г. има кратко участие в комедийната поредица на Хайнц Ерхарт Willi wird das Kind schon schaukeln, където играе себе си.